# Buckland Dinham
Buckland Dinham är en ort och civil parish i Storbritannien.   Den ligger i grevskapet Somerset och riksdelen England, i den södra delen av landet, 160 km väster om huvudstaden London. Buckland Dinham ligger 117 meter över havet och antalet invånare är 381.
Terrängen runt Buckland Dinham är platt.Runt Buckland Dinham är det ganska tätbefolkat, med 144 invånare per kvadratkilometer. Trakten runt Buckland Dinham består i huvudsak av gräsmarker.